# Stefan Bergman
Pour les articles homonymes, voir Bergman.
Stefan Bergman (5 mai 1895 – 6 juin 1977) est un mathématicien polono-américain. Le principal domaine d'étude de Bergman est l'analyse complexe. Il est surtout connu pour la fonction noyau qu'il a découverte lorsqu'il était à l'université Humboldt de Berlin en 1922. Cette fonction est aujourd'hui connue comme le noyau de Bergman. Bergman a enseigné de nombreuses années à l'université Stanford.

## Biographie
Né à Częstochowa, Royaume du Congrès, Empire russe, Bergman a reçu son doctorat à l'université de Berlin en 1921 pour une thèse sur l'analyse de Fourier. Son directeur de thèse, Richard von Mises, a eu une grande influence sur lui. En 1933, Bergman a été forcé d'abandonner son poste à l'université de Berlin à cause de son origine juive. Il a émigré d'abord en Russie, où il est resté jusqu'en 1939, puis à Paris. En 1939, il a émigré aux États-Unis, où il a vécu le restant de sa vie. Il a été élu membre de l'Académie américaine des arts et des sciences en 1951. Il est mort à Palo Alto (Californie), âgé de 82 ans.
Un prix Stefan-Bergman de mathématiques a été créé par son épouse. Il est décerné annuellement par l'American Mathematical Society.